# Mario Cipollini
Mario Cipollini (* 22. März 1967 in San Giusto di Compito, Capannori, Provinz Lucca) ist ein ehemaliger italienischer Radrennfahrer, der als einer der besten Sprinter der 1990er Jahre gilt. In seiner Karriere errang er 189 Siege, darunter 57 Etappen bei den Grand Tours und im Jahr 2002 die Straßenweltmeisterschaften sowie den Klassiker Mailand–Sanremo.

## Karriere
Er hatte bereits als Junior und Amateur herausragende Erfolge. So wurde er 1985 Weltmeister der Junioren im Mannschaftszeitfahren. 1987 gewann er in Deutschland die Regio-Tour. Im selben Jahr startete er erstmals bei den Amateuren beim Straßenrennen der UCI-Weltmeisterschaft und wurde dort 85. Cipollini wurde 1989 Profi beim Radsportteam Del Tongo. Er galt als reiner Sprinter, der vor allem in Massensprint bei Etappenrennen gewann. Seinem ersten Etappensieg beim Giro d’Italia 1989 folgten bis Giro d’Italia 2003 weitere 41, womit er den Rekord an Giro-Etappensiegen von Alfredo Binda übernahm. Außerdem gewann er 1992 und 1997 das Maglia ciclamino des Siegers in der Punktewertung.
Auch bei der Tour de France war Cipollini erfolgreich und gewann zwischen 1993 und 1999 insgesamt zwölf Etappen, darunter 1999 vier Etappen in Folge. Er trug insgesamt sechs Tage das Gelbe Trikot. Er beendete jedoch keine Tour de France, da er bei jeder Teilnahme vor oder in den Bergen aufgab. Seine Mannschaften wurden verschiedene Male von den Organisatoren nicht eingeladen.
Cipollini perfektionierte einen auf ihn zugeschnittenen Sprintzug. Seine Teams verpflichteten gezielt Fahrer mit starken Sprintfähigkeiten, wie Silvio Martinello, Paolo Fornaciari, Giuseppe Calcaterra, Gian Matteo Fagnini und Mario Scirea. Dieser „Zug“ seiner Teamkollegen setzte sich während der letzten Kilometer an die Spitze des Pelotons und hielt das Tempo möglichst hoch, um Ausreißversuche zu vereiteln und Cipollini in eine maßgeschneiderte Sprintposition zu bringen. Während seiner Zeit bei der Saeco-Mannschaft 1996 bis 2001 war der Zug entsprechend der Farbe des Teamtrikots als treno rosso (dt.: roter Zug) bekannt.
Sein erfolgreichstes Jahr hatte Cipollini 2002: Im Alter von 35 Jahren entschied er zunächst Mailand-San Remo im Massensprint für sich und gewann im Sprint einer fünfköpfigen Ausreißergruppe zum dritten Mal Gent–Wevelgem, wo er zwischenzeitlich eine Soloattacke fuhr. Nachdem er beim Giro d’Italia sechs Etappen gewann, krönte er seine Saison mit dem Gewinn der Straßenweltmeisterschaft in Zolder, bei der ihm sein Nationalmannschaftskollege Alessandro Petacchi den Sprint einer 35-köpfigen Spitzengruppe anzog.
Im April 2005 beendete der mittlerweile 38-jährige Cipollini kurz vor dem Giro d’Italia vorläufig seine Karriere. Im Februar 2008 startete er beginnend mit der Teilnahme bei der Kalifornien-Rundfahrt beim US-amerikanischen Continental Team Rock Racing ein Comeback. Im März 2008 wurde der Vertrag jedoch wieder gelöst.
Nach Recherchen der italienischen Sportzeitung La Gazzetta dello Sport soll Cipollini im Jahr 2002 vom spanischen Sportmediziner Eufemiano Fuentes EPO, Blutkonserven, Anabolika und Hormone bekommen haben. Unter den Namen „Maria“ oder „CP“ sei er in dessen Kartei geführt worden. In den Jahren bis 2004 soll er regelmäßig Dopingmittel bekommen haben. Laut einem Untersuchungsbericht der Anti-Doping-Kommission des französischen Senats vom Juli 2013 gehört Cipollini zu den nachträglich überführten Fahrern, die bei der Tour de France 1998 mit EPO gedopt waren. Der Bericht berief sich auf Ergebnisse anonymisierter, jedoch zuordenbarer EPO-Nachtests. Cipollini versuchte bei seinem damaligen Radsportteam Domina Vacanze durchzusetzen, dass Filippo Simeoni nicht für die Tour de France 2004 aufgestellt wird, nachdem dieser vor Gericht angab, von Michele Ferrari Ratschläge zum Dopinggebrauch erhalten zu haben.
Cipollini, der die Spitznamen Re Leone (dt.: König der Löwen) und Supermario trägt, war für seine Extravaganzen bekannt: Er wurde diverse Male wegen nicht der angemeldeten Teamkleidung entsprechenden Sportkleidung bestraft, so trug er u. a. ein muscle suit, ein Zebra-, und Tigermuster und ein techno-skinsuit. Bei der Tour de France 1999 trugen er und seine Mannschaft beim ersten Ruhetag antik-römische Kleidung um Julius Caesars Geburtstag zu feiern. Er trug neben dem Gelben Trikot auch gelbe Rennhosen, bevor diese Praxis von der Union Cycliste Internationale erlaubt wurde. Bei der Vuelta a España 2000 wurde er disqualifiziert, nachdem er Francisco Cerezo vor dem Start einer Etappe in das Gesicht schlug. Cipollini warf ihm vor, ihn beleidigt zu haben.

## Berufliches
2009 begann Mario Cipollini eine Tätigkeit im Leitungsstab der ukrainisch-italienischen Mannschaft ISD-Neri. Er fungierte als technischer Berater und Marketingexperte. Ferner hat Cipollini angekündigt, eine Radsportbekleidungslinie mit dem Namen Cipollini auf den Markt zu bringen. 2010 brachte Mario Cipollini eine eigene Rennradmarke mit dem Namen MCipollini auf den Markt. Das ISD-Neri-Team fuhr ab der Saison 2010 Rennräder dieser Marke. Ab 2011 sponserte MCipollini das UCI Women’s Team Cipollini-Giordana.

## Privatleben
Mario Cipollini stammt aus einer Radsportfamilie. Sein Vater Vivaldo war ein erfolgreicher Amateur. Cipollinis ältere Schwester Tiziana war eine starke Radrennfahrerin, und sein Bruder Cesare war ebenfalls als Radprofi aktiv, wenn auch nicht so erfolgreich wie Mario. Cipollini galt als sehr modebewusst. 1998 berichtete er in einem Interview, dass er etwa 180 Anzüge, rund 700 Hemden und 400 Paar Schuhe besitze.
Im April 2009 wurde Cipollini zunächst wegen Steuerhinterziehung vom Gericht zu 22 Monaten Haft und einer Geldstrafe von 1,9 Millionen Euro verurteilt. Im Juni 2010 wurde Cipollini im Berufungsverfahren vom Vorwurf der Steuerhinterziehung freigesprochen. Das Gericht in Lucca stellte fest, dass er in der fraglichen Zeit – wie von ihm angegeben – in Monte-Carlo (Monaco) gelebt habe. Die Anklage hatte dagegen behauptet, Cipollini habe nur zum Schein in Monaco gelebt und sei deshalb in Italien steuerpflichtig gewesen. Wegen der in Italien herrschenden Amnestie hätte Cipollini aber selbst bei einer Verurteilung nicht ins Gefängnis gehen müssen. 2020 gab es Vorwürfe, er habe seine Schwester im Streit geschlagen. 2022 wurde Cipollini in erster Instanz wegen Drohungen und Gewalt gegen seine ehemalige Lebensgefährtin und Bedrohung ihres neuen Partners zu drei Jahren Gefängnis sowie 85.000 Euro Geldstrafe verurteilt. Bereits 2017 gab es Vorwürfe wegen Schlägen und Morddrohungen gegen seine damalige Frau.

## Erfolge
Eintagesrennen
- Straßenweltmeisterschaft 2002
- Mailand-San Remo 2002
- Gent–Wevelgem 1992, 1993, 2002
- Italienische Straßenmeisterschaft 1996
- E3-Preis Flandern 1993
- GP van Steenbergen 1993
- Trofeo Luis Puig 1995, 1999
- Giro dell’Etna 1991
- GP Costa degli Etruschi 1998 und 2000
- Giro della Provincia di Lucca 2005

Grand Tours
- Tour de France 12 Etappen (1993–1999)
- Giro d’Italia 42 Etappen (1989–2003), Maglia ciclamino 1992, 1997, 2002
- Vuelta a España 3 Etappen (2002)

## Auszeichnungen
- Vélo d’Or 2002
- Komtur des Verdienstordens der Italienischen Republik 2002